# Sébastien Bourdais
Sébastien Bourdais   (Le Mans, 28 de febrer de 1979) és un pilot francès d'automobilisme. Actualment participa en la Champ Car, competició que ha guanyat de manera consecutiva els anys 2004, 2005 i 2006.

## Els primers anys
Nascut en una família de pilots (el seu pare Patrick també era pilot), Bourdais va iniciar la seva carrera automobilística als deu anys amb karts. A principi dels anys 1990 va competir en diversos campionats de karts i va guanyar la Lliga de Maine Bretagne el 1991 i el campionat de França Cadet el 1993.
El 1995 es va passar a les curses de monoplaces. Va acabar 9è en el Campionat de Fórmula Campus. Després va quedar dos anys al campionat francès de Fórmula Renault, amb el qual va acabar segon a la classificació final del 1997 després de guanyar quatre curses i fer cinc poles. El 1998 va competir a la Fórmula 3 francesa amb cinc victòries. Hi va ser ell debutant de l'any (6è a la classificació final), i l'any següent va guanyar el campionat després d'aconseguir vuit victòries i tres poles. Aquell any també va participar per primer cop en les 24 Hores de Le Mans amb un Porsche 911.
En conseqüència del seu èxit a les fórmules més modestes, Bourdais va fitxar per l'Equip Prost Júnior per a competir en el Campionat de F3000 Internacional. Aquell any va acabar 9è del campionat i només va fer una pole, i va quedar quart a les 24 Hores de Le Mans.
El 2001, Bourdais va tornar als seus dies d'èxit a la F3000, amb una victòria a Silverstone competint en l'equip DAMS. Va tornar a canviar d'equip el 2002, i amb un cotxe Super Nova va guanyar el campionat després d'aconseguir tres victòries i set poles.

## Champ Car
Seguint les passes d'altres campions de la F3000 com Juan Pablo Montoya i Bruno Junqueira, Bourdais va decidir competir a la Champ Car entrant a l'equip Newman-Haas Racing en la temporada 2003. A St. Petersburg, Bourdais va ser el primer debutant des de Nigel Mansell en aconseguir la pole position en la seva primera cursa. Tot i aquest bon inici, no va quedar per sobre de l'11a posició fins a la seva quarta cursa a Brands Hatch (Anglaterra), on va poder celebrar la seva primera victòria després de liderar la cursa durant 95 voltes. Va repetir victòria a Lausitzring per completar una temporada on va pujar cinc vegades més al podi. Va guanyar el premi al millor debutant de l'any, acabant 4t a la classificació final.

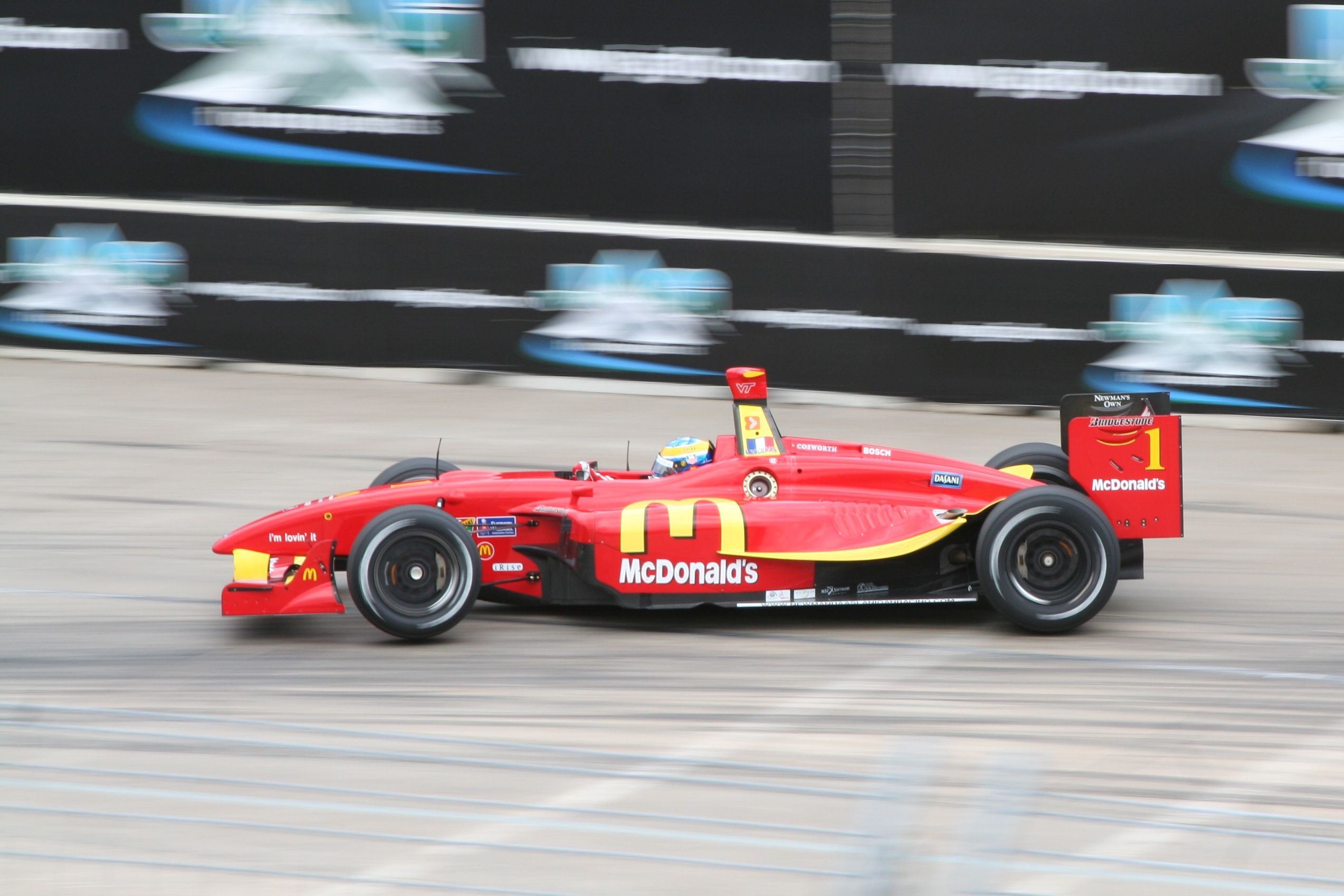
Bourdais al Gran Premi de Houston 2007

Continuant l'any 2004 amb Newman-Haas, Bourdais va dominar la Champ Car amb 7 victòries i 8 poles, guanyant al seu company d'equip Bruno Junqueira per 28 punts. La seva excel·lent temporada inclou 10 podis de 14 possibles, mantenint-se sempre entre els tres primers de la classificació general durant tot l'any.
El 2005 Bourdais va defensar amb èxit el seu títol de campió amb un espectacular final de temporada en el qual va guanyar cinc de les sis darreres curses després d'un mal inici. A més de la Champ Car, també va competir a la Cursa Internacional de Campions, guanyant la seva primera cursa de stock car al circuit de Texas. I finalment va acabar 12è a la seva primera cursa de les 500 milles d'Indianàpolis.
L'any 2006, una altra vegada amb l'equip Newman-Haas, Bourdais va guanyar el seu tercer títol consecutiu de la Champ Car. Va començar la temporada amb quatre victòries seguides a Long Beach, Houston, Monterrey i Milwaukee. Aquesta trajectòria guanyadora es va veure aturada per les tres victòries seguides d'en A. J. Allmendinger. Bourdais va respondre amb una victòria a San José, però un incident provocat pel seu rival Paul Tracy, que el va fer sortir a la darrera volta de la següent cursa a Denver, i la victòria d'Allmendinger van fer escurçar la diferència entre els dos. La victòria d'en Bourdais a Montreal amb l'abandonament d'Allmendinger va deixar la diferència en 62 punts a falta de tres curses. Bourdais va aconseguir el campionat a la següent cursa, a Surfers Paradise, tot i fer-hi una fluixa actuació.
Bourdais ha guanyat tres campionats seguits, fet que només havia aconseguit fins ara en Ted Horn el 1948.
Sébastien també ha fet algunes proves amb l'escuderia Toro Rosso i té en el punt de mira la participació en la Fórmula 1 en la temporada 2008, anunciant que serà a la Champ Car el 2007 amb Newman-Haas.
L'any 2007 va participar en les 24 Hores de Le Mans, aconseguint la segona posició amb un Peugeot 908 juntament amb el també francès Stephane Sarrazin i el portuguès Pedro Lamy.

## Resultats a la Fórmula 1
- (codi de colors) Les curses en negreta indiquen pole position; les curses en cursiva, volta ràpida.

| Any  | Escuderia  | 1     | 2       | 3      | 4       | 5       | 6       | 7      | 8       | 9       | 10     | 11     | 12     | 13    | 14     | 15     | 16     | 17     | 18     | Posició | Punts |
| ---- | ---------- | ----- | ------- | ------ | ------- | ------- | ------- | ------ | ------- | ------- | ------ | ------ | ------ | ----- | ------ | ------ | ------ | ------ | ------ | ------- | ----- |
| 2008 | Toro Rosso | AUS 7 | MYS Ret | BAH 15 | ESP Ret | TUR Ret | MON Ret | CAN 13 | FRA 17  | GBR 11  | GER 12 | HUN 18 | EUR 10 | BEL 7 | ITA 18 | SIN 12 | JPN 10 | CHN 13 | BRA 14 | 17è     | 4     |
| 2009 | Toro Rosso | AUS 8 | MAL 10  | CHN 11 | BHR 13  | ESP Ret | MON 8   | TUR 18 | GBR Ret | GER Ret | HUN    | EUR    | BEL    | ITA   | SNG    | JPN    | BRA    | ABU    |        | 19è     | 2     |